# Gissjön, Uppland
Gissjön är en sjö i Vallentuna kommun i Uppland och ingår i Åkerströms huvudavrinningsområde. Sjön har en area på 0,236 kvadratkilometer och ligger 33,4 meter över havet. Sjön avvattnas av vattendraget Näfsån.

## Delavrinningsområde
Gissjön ingår i det delavrinningsområde (660837-163957) som SMHI kallar för Mynnar i Garnsviken. Medelhöjden är 40 meter över havet och ytan är 30,67 kvadratkilometer. Det finns inga avrinningsområden uppströms utan avrinningsområdet är högsta punkten. Näfsån som avvattnar avrinningsområdet har biflödesordning 2, vilket innebär att vattnet flödar genom totalt 2 vattendrag innan det når havet efter 10 kilometer. Avrinningsområdet består mestadels av skog (67 procent) och jordbruk (23 procent). Avrinningsområdet har 0,39 kvadratkilometer vattenytor vilket ger det en sjöprocent på 1,3 procent.